# Moyosi
Genre
Moyosi est un genre d'araignées aranéomorphes de la famille des Linyphiidae.

## Distribution
Les espèces de ce genre se rencontrent en Argentine, au Brésil et au Guyana.

## Liste des espèces
Selon World Spider Catalog (version 16.5, 29/10/2015) :
- Moyosi chumota Miller, 2007
- Moyosi prativaga (Keyserling, 1886)
- Moyosi rugosa (Millidge, 1991)

## Étymologie
Moyosi signifie "araignée" dans la langue des Wai-Wai.

## Publication originale
- Miller, 2007 : Review of erigonine spider genera in the Neotropics (Araneae: Linyphiidae, Erigoninae). Zoological Journal of the Linnean Society, vol. 149, suppl. 1, p. 1-263[3].